# Christus Koning van El Cubilete
Het beeld van Christus Koning (Spaans: Cristo Rey) is een ruim 20 meter hoog beeld op de Cubilete-heuvel in de gemeente Silao in de Mexicaanse staat Guanajuato. Het beeld werd opgericht op de plaats van een vroeger monument uit de jaren '20 van de twintigste eeuw. Het oudere beeld werd in 1928 tijdens de burgeroorlog, in opdracht van de anti-christelijke regering van Plutarco Elías Calles, gebombardeerd en opgeblazen. De bouw van het nieuwe beeld werd aangevat in 1944 en in 1950 plechtig  ingewijd. Vanaf het plein bij de ingang heeft men een weidse blik over de laaglanden van Guanajuato.

## Geografische ligging
De heuvel of berg (cerro) ligt op 42 kilometer afstand van de stad Guanajuato en op circa 20 kilometer afstand van Silao. De piek van de heuvel ligt 2579 meter boven de zeespiegel.

## Geschiedenis
Na het einde van de Cristero-oorlog startte de aartsbisschop van Guadalajara, mgr. José Garibi y Rivera, overleg met de regering over de herbouw van het in 1928 verwoestte monument. Dit leidde tot het leggen van de eerste steen op 11 december 1944 door bisschop Valverde y Téllez. Toen de bouw in volle gang was, stierf bisschop Valverde. Op 11 december 1950 werd het bouwwerk ingewijd en door zijn opvolger in het ambt gezegend.
De basiliek is de basis voor het reusachtige standbeeld, dat 20 meter hoog is en een gewicht van 80 ton heeft. Daarmee is het 's werelds grootste bronzen beeld van Christus. De Mexicaanse beeldhouwer Phidias Elizondo maakte geen gebruik van beton of marmer, zoals dat het geval is met veel andere Christusbeelden. Het huidige Christus Koning monument werd ontworpen door de twee Mexicaanse architecten, Nicolás Mariscal y Piña en José Carlos González Ituarte. Ze begonnen in 1944 met het werk. Mariscal bouwde eerder een zijkapel aan de kathedraal van León (Guanajuato) en González bouwde mee aan de neogotisch verzoeningskerk van het Heilig Hart van Jezus (Sagrado Corazón de Jesús), eveneens in León. De bouw- en bedrijfsleider van de constructie was de ingenieur Carlos Perez Olvera. Het hele gebouw, evenals het beeld van Christus, volgde de toenmalige trend van de art deco.
Onder het standbeeld van Christus de Koning bevindt zich de moderne bolvormige basiliek. Het sanctuarium kan het hele jaar door een groot aantal pelgrims onderbrengen, maar vooral op het feest van Christus Koning in november komen er drommen gelovigen. Het standbeeld en de twee engelen op het betonnen halfrond symboliseren de universele heerschappij van Christus. Het rust op acht betonnen zuilen, die de acht kerkprovincies van Mexico representeren. De engelen die aan de voeten van het Christusbeeld knielen reiken twee kronen aan: de doornenkroon van het martelaarschap en de kroon van de koninklijke glorie.
In maart 2012 herinnerde paus Benedictus XVI aan de antichristelijke vervolgingen in Mexico en het gewapende verzet van de Cristeros, die van 1926 tot 1929 in een bloedige oorlog voor de vrijheid van de kerk en het geloof streden.

## Het bedevaartsoord in de volkscultuur
El Cubilete behoort tot de meest bezochte bedevaartkerken van Mexico. Slechts de Basílica de Santa María de Guadalupe in de buurt van Mexico-Stad en de Basílica de Nuestra Señora in San Juan de los Lagos in de staat Jalisco zijn populairder.
De Mexicaanse zanger José Alfredo Jiménez noemt Christus en de berg in zijn lied Camino de Guanajuato (De straten van Guanajuato).
Ieder jaar wordt op 6 januari, op het feest van Epifanie, in de open lucht bij de kerk een mis gevierd. Samen met de Drie Koningen verzamelen zich veel ruiters die hun dorpen vertegenwoordigen om er het Kind te aanbidden.
Grote drukte in het heiligdom is er ook op elke eerste zondag in oktober als duizenden gelovigen uit met name de steden León en San Luis Potosí ter bedevaart gaan.